# Collegio uninominale Piemonte 2 - 01 (2020)
Il collegio elettorale uninominale Piemonte 2 - 01 è un collegio elettorale uninominale della Repubblica Italiana per l'elezione della Camera dei deputati.

## Territorio
Come previsto dalla legge n. 51 del 27 maggio 2019, il collegio è stato definito tramite decreto legislativo all'interno della circoscrizione Piemonte 1.
È formato dal territorio dell'intera provincia di Alessandria (187 comuni).
Il collegio è parte del collegio plurinominale Piemonte 2 - 02.

## Eletti
| Elezione | Elezione | Deputato          | Partito |
| -------- | -------- | ----------------- | ------- |
|          | 2022     | Riccardo Molinari | Lega    |

## Dati elettorali

### XVIII legislatura
Come previsto dalla legge elettorale, 147 deputati sono eletti con sistema a maggioranza relativa in altrettanti collegi uninominali a turno unico.
| Candidati                                 | Candidati                   | Voti    | %     | Liste                          | Voti    | %     |
| ----------------------------------------- | --------------------------- | ------- | ----- | ------------------------------ | ------- | ----- |
|                                           | Riccardo Molinari ✔️ Eletto | 105 115 | 52,53 | Fratelli d'Italia              | 58 671  | 29,32 |
| Lega per Salvini Premier                  | Riccardo Molinari ✔️ Eletto | 105 115 | 52,53 | 26 761                         | 13,37   |       |
| Forza Italia                              | Riccardo Molinari ✔️ Eletto | 105 115 | 52,53 | 17 646                         | 8,82    |       |
| Noi moderati/Lupi - Toti - Brugnaro - UDC | Riccardo Molinari ✔️ Eletto | 105 115 | 52,53 | 2 037                          | 1,02    |       |
|                                           | Federico Bodo               | 49 899  | 24,94 | Partito Democratico-IDP        | 37 651  | 18,82 |
| +Europa                                   | Federico Bodo               | 49 899  | 24,94 | 5 794                          | 2,90    |       |
| Alleanza Verdi e Sinistra                 | Federico Bodo               | 49 899  | 24,94 | 5 388                          | 2,69    |       |
| Impegno Civico - Centro Democratico       | Federico Bodo               | 49 899  | 24,94 | 1 066                          | 0,53    |       |
|                                           | Antonella Scagnetti         | 18 890  | 9,44  | Movimento 5 Stelle             | 18 890  | 9,44  |
|                                           | Giovanni Barosini           | 14 912  | 7,45  | Azione - Italia Viva - Calenda | 14 912  | 7,45  |
|                                           | Alberto Costanzo            | 5 440   | 2,72  | Italexit                       | 5 440   | 2,72  |
|                                           | Patrizia Mileto             | 3 355   | 1,68  | Italia Sovrana e Popolare      | 3 355   | 1,68  |
|                                           | Stefanella Ravazzi          | 2 404   | 1,20  | Unione Popolare                | 2 404   | 1,20  |
| Totale                                    | Totale                      | 200 105 | 100   |                                | 200 105 | 100   |
|                                           |                             |         |       |                                |         |       |
| Schede bianche                            | Schede bianche              | 2 887   | 1,38  |                                |         |       |
| Schede nulle                              | Schede nulle                | 6 695   | 3,19  |                                |         |       |
| Votanti                                   | Votanti                     | 209 687 | 65,94 |                                |         |       |
| Elettori                                  | Elettori                    | 317 980 |       |                                |         |       |